# 熱ラジ!
熱ラジ！（あつラジ!）とは、福岡県の民間のAMラジオ放送局（九州朝日放送（KBCラジオ）・RKB毎日放送（RKBラジオ））におけるFM補完放送（ワイドFM）の本放送が2016年3月28日13時より開局することを記念して、RKB・KBC両局で当日に同時生放送された特別番組。

## 概要
2016年3月28日の13時にRKB・KBC両局のワイドFMの本放送がスタートすることを記念して、JR博多駅駅前広場で行われるイベントの一環として放送される共同制作の生放送番組。なお、タイトルの『熱ラジ』は、地元・福岡県をフランチャイズとするプロ野球チーム福岡ソフトバンクホークスのチームスローガン『熱男』をもじったもの。
RKB・KBCの両局が同じ内容の放送を行うのは、史上初めて（なお、RKB・KBCのほかNHK福岡放送局、エフエム福岡、CROSS FM、ラブエフエム国際放送の県内6局共同制作の『ライフサポーター あなたを守る防災ラジオ』を共同制作・同時生放送を年に一回行う例はある）。

## 出演
司会
- 沢田幸二（九州朝日放送アナウンサー）
- 富永倫子（RKBラジオパーソナリティー・元RKB毎日放送アナウンサー）

出演
- 藤原満（KBC野球解説者）
- 秋山幸二（RKB野球解説者・福岡ソフトバンクホークス前監督）

ゲスト
- 藤井フミヤ（歌手・福岡県出身） ほか